# Hokku
Hokku (jap. 発句, "početni stih") je otvarajuća kitica japanske ortodoksne kolaborativno povezane poeme renge ili njege mlađe izvedenice renkua (haikai no renga). Od vremena Matsua Bashōa (1644. – 1694.), hokku se pojavljuje kao neovisni pjesnički oblik i bio je inkorporiran u haibun (u kombinaciji s prozom). U kasnom 19. stoljeću Shiki Masaoka (1867. – 1902.) preimenovao je samostalni hokku u haiku, te se potonji pojam danas uglavnom retrospektivno primjenjuje na sav hokku koji se pojavio neovisno od renkua ili renge, bez obzira na to kad je napisan. Pojam hokku nastavlja se koristiti i danas u svom izvornom smislu, kao otvarajući stih povezane pjesme.